# Kruisstraat (Rosmalen)

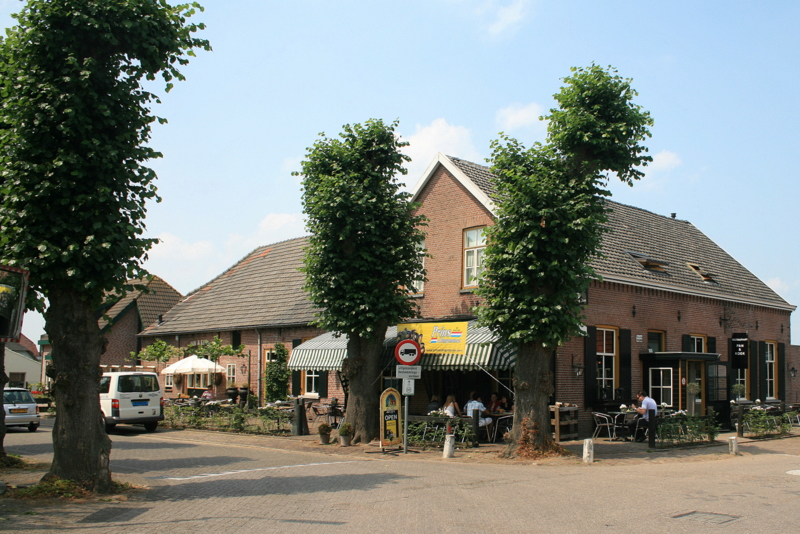
Restaurant in Kruisstraat

Kruisstraat is een agrarisch dorp in de gemeente 's-Hertogenbosch (in de Nederlandse provincie Noord-Brabant). Het maakt deel uit van het stadsdeel Rosmalen Noord. Kruisstraat ligt in het Maasland. Tot 1996 behoorde het dorp tot de voormalige gemeente Rosmalen.
De naam van het dorp is te danken aan de twee doorgaande wegen van Kruisstraat, die een kruis vormen. Van deze wegen is het de winterdijk die in oost-westelijke richting loopt. Deze bood bescherming tegen het water van de Maas. Ten noorden van Kruisstraat bevindt zich de laaggelegen en vlakke Polder van den Eigen en Empel, en naar het zuiden toe is er een hogergelegen dekzandrug waarop zich enkele landgoederen van zorginstellingen bevinden met bossen en heiderestanten.

## Geschiedenis
In de Tweede Wereldoorlog is de kelder van het gemeentelijke monument aan de Kruisstraat 64 in gebruik geweest als opvangplaats voor zieke en gewonde Duitse soldaten. In de achtergevel van dit pand uit 1864, dat zich aan de straatzijde bevindt, zijn de kogelgaten nog te zien. Tijdens de Tweede Wereldoorlog is het gezin Van Santvoort, dat in dit pand woonde, geëvacueerd. Ook het gezin van buurman Tinuske van Nistelrooij moest vertrekken. Tijdens een beschieting voorafgaand aan de evacuatie werd de zoon, Grad van Nistelrooij, dodelijk getroffen door een granaatinslag in hun pand. Het pand op nummer 64, destijds aangeduid als A34, is op de kogelgaten na ongeschonden door de oorlog gekomen. Op 23 oktober 1944 is in en bij Kruisstraat hevig gevochten tussen Duitsers en geallieerden, waarna Rosmalen en Kruisstraat bevrijd waren.

## Wetenswaardigheden
- In Kruisstraat is een bedrijventerrein, het Bedrijventerrein Kruisstraat.
- Er staat een bidkapelletje.
- De voetbalclub RKKSV komt uit het dorp.
- In het Rosmalens dialect wordt Kruisstraat uitgesproken als Krùisstroat en in het Maaslands is Krojsstroat.

## Nabijgelegen kernen
Rosmalen, 't Wild, Nuland